# Municipio de McCulley
El municipio de McCulley (en inglés: McCulley Township) es un municipio ubicado en el condado de Boyd en el estado estadounidense de Nebraska. En el año 2010 tenía una población de 97 habitantes y una densidad poblacional de 0,71 personas por km².

## Geografía
El municipio de McCulley se encuentra ubicado en las coordenadas 42°56′27″N 98°57′11″O / 42.94083, -98.95306. Según la Oficina del Censo de los Estados Unidos, el municipio tiene una superficie total de 137.21 km², de la cual 137,15 km² corresponden a tierra firme y (0,04 %) 0,06 km² es agua.

## Demografía
Según el censo de 2010, había 97 personas residiendo en el municipio de McCulley. La densidad de población era de 0,71 hab./km². De los 97 habitantes, el municipio de McCulley estaba compuesto por el 97,94 % blancos y el 2,06 % eran de una mezcla de razas. Del total de la población el 0 % eran hispanos o latinos de cualquier raza.